# Нація
На́ція (лат. natio — плем'я, народ) — це етносоціальна спільнота, об'єднана певною самоназвою, мовою, символами, географічним та етносоціальним походженням, історичною пам'яттю, комплексом духовно-культурних і політичних цінностей, усвідомленням своєї ідентичності (національною самосвідомістю).
Нація — це сукупність людей, що має власну назву, свою історичну територію, спільні міфи та історичну пам'ять, спільну масову, громадянську культуру, спільну економіку і єдині юридичні права та обов'язки для всіх її членів. В нації є чотири основні характеристики — єдине суспільство, єдина територія, єдина історія, єдина доля.
У пізньому середньовіччі та за раннього Нового часу слово «нація» набуло рис етнізації та почало вважатися синонімом «країни», «народу».[джерело?]
У сучасних суспільних науках поняття «нація» прийнято хронологічно застосовувати до модерної та новітньої доби, пов'язуючи його з поширенням модерного націоналізму та сучасної моделі національної держави, спочатку — до Європи та США, а потім — до інших регіонів світу. Із межі XVIII—XIX ст. поняття «нація» вживається переважно у двох значеннях:
- Політична нація (громадянська нація) — суверенна спільнота громадян (на підставі громадянства: «громадянська» нація) — сукупність політично суб'єктивних громадян різних етнічних груп, що здійснюють колективні національні інтереси через механізм власної політичної організації — держави. Нація визначається, як основний державотворчий елемент, джерело державної влади та носій державного суверенітету. Часто вживається як синонім терміна держава, коли мається на увазі її населення, наприклад для посилання на «національні» університети, банки та інші установи. «Політична нація» — політична спільнота громадян певної держави, сукупність людей, які усвідомлюють свою приналежність до цієї спільноти, поважають правила, які існують у суспільстві. Більшості членів політичної спільноти властивий патріотизм, відповідальність за долю країни.[5]
- Етнічна нація (етнонація) — усталена спільнота людей, об'єднана етнокультурним походженням. Це тлумачення «нації» сформувалося в першій половині XIX ст. в Німеччині та Східній Європі за умов існування багатонаціональних імперій та виникнення національно-визвольних рухів бездержавних народів. За такої моделі нації утворюється єдина «нація-держава» в межах ареалу певного етносу, незважаючи на те, до яких державних утворень цей ареал міг входити. Принцип міждержавного розмежування за етнічною ознакою застосовувався в Європі (1919—1921 і 1945—1947 років) та в інших регіонах світу. Проте в правовому контексті за умов чинності демократичних стандартів у такій національній державі «титульна» етнічна нація все одно перетворюється на складову політичної нації. У політичній та історичній публіцистиці поняття «етнічна нація» часто помилково ототожнюється з етносом і застосовується до архаїчних та домодерних форм етнічних спільнот[2][6].

## Визначення нації
Нація — історична спільність людей, що складається в ході формування спільності їх території, економічних зв'язків, літературної мови, деяких особливостей культури і характеру, які складають її ознаки.
Нації визначаються певним рядом характеристик, що стосуються як індивідуальних її членів так і всієї нації. Такі характеристики мають нести в собі як об'єднавчу функцію (адже спільнота людей, що не має між собою нічого спільного, не може бути нацією), так і відокремчу, що відрізняє дану націю від сусідніх. Будь-яка з таких характеристик може стати предметом дискусій, однак заперечення існування визначальних чинників містить в собі заперечення існування окремих націй. Характерні риси нації:
1. Кордони (географічні чи етнічно-культурні, або ті й інші разом)
2. Ідея неподільності, єдності нації
3. Суверенність, за допомогою якої досягається формальна рівність з іншими націями. Суверенність зазвичай ототожнюється з наявністю самостійної держави
4. Ідея, згідно з якою влада є легітимною лише тоді, коли вона підтримується народом і служить інтересам народу (нації)
5. Ідея ототожнення населення з нацією
6. Безпосереднє ототожнення індивіда з нацією, «безпосереднє членство». Особистість, як частина нації, є рівною з іншими членами нації
7. Культура (мова, спільні цінності, вірування, звичаї тощо)
8. Уявлення про існування нації в часі, в минулому й майбутньому
9. Спільні біологічні й спадкові риси
10. Особливе відношення до певної історичної, іноді навіть «священної» території[6]

### Спільність походження
Антропологічна теза, що початково була обґрунтована на початку XX ст., замість мови висунула більш сталі антропологічні ознаки — зріст, пігментацію тіла, форму голови, колір волосся, очей тощо — спадкові ознаки, що затримуються з покоління в покоління протягом тисячі літ і тому, при належному вивченні, можуть засвідчити приналежність даного народу в своєму основному складі до певної раси.
Практично всі націоналістичні рухи при визначенні нації звертають увагу на спільність походження, як компонент ідентичності націй. Походження розуміється у сенсі біологічної спадковості від попередніх поколінь. За Ольгердом Бочковським:
Це класичне визначення є вичерпним для націй з відносно стабільними етнічними групами. Натомість частина європейських націй протягом останніх століть пережили чимало змін кордонів держав та міграцій населення, що призводило до чисельних змішаних шлюбів. Найпроблематичнішою спільність походження виглядає для країн, що складається переважно з нащадків емігрантів, наприклад США. У подібних державних утвореннях замість етнічного поширенні інституції «громадянського націоналізму».

### Спільність мови
На початку XIX ст. власна мова часто вважалася визначальною особливістю нації (незалежно від її комунікативного значення). На початку XX ст. з гострою критикою подібної мовно-лінгвістичної концепції етносу виступили, з одного боку антропологи, з другого історики. Антропологи підкреслили той факт, що в багатьох випадках даною мовою розмовляють значні групи людности, антропологічно не споріднені з даним народом. У свою чергу, історики й літературознавці почали вказувати ту обставину, що для певних історичних періодів властивою ознакою доби є не тотожність «народу» та його «мови», а «станове розчленування мов».
У деяких випадках мова є винятковою для нації, та, можливо, основою національної ідентичності (напр. баскська мова). В інших випадках, національна мова також використовується іншими націями (характерна для нації, але не виняткова для неї, наприклад німецька мова). Деякі нації, як, наприклад, швейцарська, самоідентифікуються як багатомовні. Папуа Нова Гвінея відстоює «Папуаську» національну ідентичність, не зважаючи на наявність близько 800 чітких мов. Жодна нація не може бути визначена винятково мовою: це фактично створило б відкриту спільноту (для будь-кого, хто вивчав мову).

### Спільність культури
Більшість націй частково визначаються власною культурою. На відміну від мови, національна культура звичайно є унікальною для нації, хоча й містить багато елементів, спільних з іншими націями. Національна культура також вбирає в себе культурну спадщину попередніх поколінь.
Як і у випадку етнічного походження, ототожнення минулої культури із сучасною культурою, в певній мірі символічне. Наприклад, Стоунхендж розташований у Великій Британії, хоча ніякого англійського народу чи держави в часи його побудови (4000 — 5000 років тому), не існувало. Інші нації так само вважають стародавні археологічні культури, літературу, мистецтво, і навіть цивілізації національною спадщиною.
Проте, як через багатоманітність культурних явищ у середині однієї нації, так і через незбіжність кордонів політичних утворень та культурних особливостей, культура не може бути єдиним визначальним чинником нації.

### Спільність релігії
Релігія також може розглядатися як національний чинник, хоча не всі націоналістичні рухи акцентують на цьому увагу. Релігія може бути привласненою, що робить її національною, але й може не бути винятковою. Наприклад, чимало націй визначають себе, як католицькі, хоча безпосередньо релігія є універсалією. Інші релігії притаманні одній етнічній групі, зокрема юдаїзм. Проте, сіонізм загалом уникає релігійного визначення євреїв, віддаючи перевагу етнічним і культурним чинникам.

### Волюнтаристський підхід
Деякі ідеї нації підкреслюють не об'єктивні характеристики, але вибір суспільства. На практиці, це стосувалось груп людей, які є також нацією за іншими визначеннями. Найвідомішим волюнтаристське обґрунтування нації подано в роботі Ернеста Ренана «Що таке нація?» (фр. "Qu'est-ce qu'une nation?"). Його класичною відповіддю є «Щоденний референдум» (фр. «un plébiscite de tous les jours»).
В той же час, на думку Ернест Ґеллнера слабкість цього визначення полягає в тому, що воно «такою ж мірою стосується клубів, таємних товариств, банд, команд, партій, не кажучи вже про численні спільноти та об'єднання доіндустріальної доби, які утворювалися не на основі націоналістичного принципу та й узагалі заперечували його»Ернест Ґеллнер. Нації та націоналізм. Гл. 5 Що таке нація?.

## Історія питання

### В доіндустріальну епоху
- У Давньому Римі «націями» називали групи чужинців з певного регіону, що не мали таких прав, якими були наділені громадяни Риму. Аналогічний термін існував в грецькій і давньоєврейській мовах. Характерне ксенофобське забарвлення терміна «нація».

- У середньовіччі з розвитком знань про довколишній світ розвивається етнічне розуміння поняття «народ». Визначником нації було географічне походження та мова[10]. З кінця XIII століття цим терміном об'єднувалися представники того чи іншого спрямування на церковних соборах. В тогочасних університетах з'являються студентські спілки із власними керівниками під назвою «натіо». Таким чином, термін набував вагомішого соціально-психологічного змісту, оскільки давав відчуття належності до престижної формальної групи, підвищував соціальний статус особистості, яка належала до такої «нації».

### Поняття нації з розвитком капіталізму
- З XVI — XVII столітті в Англії, а пізніше Франції у ході розкладу старого династичного порядку, формування «національних» держав у Європі, розвитку «національних» мов, які заступили латину, і «націоналізації» церков поняття нації використовується як відповідник поняття «народ» і пов'язувався з такими категоріями, як «громадянство», «держава», означаючи належність до певної територіально-політичної спільноти. Д. Дідро, наприклад, у своїй «Енциклопедії» визначав «націю» як значну кількість людей, що живуть на певній території й управляються одним урядом4. Етнічне походження при цьому втрачає значення. Ототожнення нації і держави залишається характерним Західній Європі в XIX—XX ст. В той же час в німецькій мові поняття нації підкреслювало єдність німців, що були розпорошені по різних державах, за такими характеристиками, як спільність мови, культури, традицій.

- В XIX — XX столітті загострення боротьби між «передовими» і «відсталими» націями, які також прагнули стати «передовими», поширення «соціального дарвінізму» і расових теорій в Європі сприяло тому, що, як і тисячоліття тому, націю почали ототожнювати з «расою», з «кровними зв'язками»[6]. З піднесенням національно-визвольної боротьби народів Східної Європи, а також, пізніше, Африки та Азії, за браком міцних політичних та економічних еліт, власної державності чи територіальної єдності (чехи, українці, словенці, балканські народи та ін.) ці нації також робили наголос на культурних, мовних та етнічних компонентах свого відродження. Окрім того, слово «нація» як синонім расовості, винятковості увійшло до арсеналу агресивної, шовіністичної, расистської риторики.

### Поняття нації в радянській політології
Основоположним в радянській політології і політтехнології стало знамените на той час «сталіністське» визначення нації:
| «Нація є стійка спільність людей, що історично склалася, виникла на основі спільності мови, території, економічного життя і психічного складу, який проявляється у спільності культури». |

За цим визначенням нація виникає в період ліквідації феодалізму й розвитку капіталізму. На заході Європи, як правило, утворення націй було разом з тим і створенням самостійних буржуазно-національних держав (Великої Британії, Франції, Німеччини, Італії та ін.). У Східній Європі в силу того, що утворення централізованих держав відбувалося в умовах феодалізму, коли нації ще не склалися, виникли багатонаціональні держави (Австро-Угорщина, Росія). В період імперіалізму декілька великих імперіалістичних держав панують над численними колоніями. За цим визначенням тільки в СРСР відбувається справжній розквіт націй та їх культур, національних за формою, соціалістичних за змістом.
У 1960 — 1980-і роки в СРСР на основі сталінського визначення був вироблений етнологічний підхід. Згідно з цим підходом, нація становить етносоціальну спільноту, яка характеризується нерозривною єдністю (взаємодією) соціально-економічних і культурних властивостей. До суттєвих ознак нації відноситься також спільність самосвідомості і соціальної структури. Таке формулювання ознак нації відображало певне ідеологічне замовлення на ідею злиття націй (соціалістичних) в «нову історичну спільноту — радянський народ».

### Зародження національної свідомості в Європі
Поняття нації (нім. Volk), як важливої ідеї з'явилося у XVIII столітті в роботах німецького філософа Йогана Готфріда Гердера, який доклав зусиль до формування поняття національної держави. В цей час тривала промислова революція, що дала початок індустріальному суспільству. Ці зміни спричинили до росту національної самосвідомості в Європі:
- Індустріалізація супроводжувалась урбанізацією, а та в свою чергу, спричиняла розпад традиційних сільських спільнот. Хоча місто не сприяло об'єднанню спільноти в товариства, поняття нації компенсувало цю втрату.
- В індустріальному суспільстві становий поділ втратив свою стійкість, що спричинило зміну почуття тотожності. Окремі люди переставали мислити себе селянами чи аристократами, але починали мислити себе частиною нації. Сприяла тому й поширювана з часів Французької революції ідея братерства.
- Розвиток освіти сприяв поширенню національних мов, що супроводжувався і поширенням пов'язаних з цими мовами символічних культур.
- Секуляризація дещо послабила почуття єдності на релігійному ґрунті, але вивільнила місце для росту почуттів єдності на ґрунті національному.

### Поняття нації в роботах західних політологів
Багатозначність поняття нації відбиває наявність безлічі концепцій феномена нації. Найбільший вплив на сучасне розуміння нації зробили ідеї К. Дойча, Е. Ґеллнера, Б. Андерсона і Е. Сміта.
Для соціально-демографічного підходу Дойча («Націоналізм і соціальна комунікація», 1966) характерне функціональне визначення нації як групи, у межах якої рівень комунікативної активності значно вищий, ніж за її межами.
Ернест Геллнер («Нації і націоналізм», 1983) вважав, що нація є результатом потреби сучасного суспільства в культурній гомогенності, обумовленій розвитком індустріального виробництва. Становлення нації безпосередньо зв'язане з поширенням загальної освіти і засобів масової інформації. Нації, за Ґеллнером, — цілеспрямовано створювані спільноти. Провідна роль у цьому процесі належить інтелектуальній верстві суспільства.
До розуміння нації, Ґеллнером багато в чому близька позиція Бенедикта Андерсона («Уявлені спільноти», 1991), що розглядає сучасні нації як штучно створювані «уявлені спільноти». В основі цього процесу, за Андерсоном, лежить феномен «друкарського капіталізму» із властивими йому газетами і романами, що зображують націю як соціокультурну спільність (порівн. з аналогічними ідеями Мак-Люена). На його думку першими націями стали латиноамериканські, що сформувались в ході боротьби проти іспанської корони, а за ними з невеликим відривом слідували США і потім Франція.
Разом з тим Е. Сміт («Походження націй», 1989), навпаки, підкреслює, що сучасні нації органічно зв'язані з доіндустріальними спільнотами, що позначаються ним як етнії. За Смітом, уся їх розмаїтість може бути зведена до двох типів: аристократичного і народного. Нації, що виникають на базі першого типу етній, створюються шляхом бюрократичної інкорпорації нижчих соціальних груп у рамках однієї держави. Провідну роль у формуванні нації з народних етній грає інтелігенція, що бореться за збереження етнічних традицій.

## Нація в Україні та маніфестах українських політичних організацій
На момент ухвалення Основного закону в термін «нація» вкладався переважно етнічний зміст, концепція «нації» не пов'язувалася з концепцією громадянства.
Поняття нації займає чільне місце в маніфестах українських націоналістів минулого століття. Так, в 44 правилах українського націоналіста йдеться про любов до української нації (п. 8); нація, до якої належить людина, називається її «найвищим законом» (п. 2), «найбільшим добром» (п. 4); правила закликають до вірності (п. 9), шани (п. 12) й відповідальності за долю своєї нації (п. 14), до боротьби проти ворогів нації (п. 16, 17), а також до піклування про материнство і дітей, як майбутнє нації (п. 40, 41).
Ряд сучасних українських політичних партій на чільне місце ставлять ідею національної держави. Так, в проєкті конституції Всеукраїнського об'єднання «Свобода» ідея «повновладдя української (титульної) нації на українських землях» називається основою українського державотворення. В програмі Конгресу українських націоналістів сучасна епоха розглядається як «доба самовизначення націй та становлення національних держав», і створення серед них української національної держави є метою діяльності конгресу.

## Виноски
1. ↑  Нація // Словник української мови : у 20 т. / НАН України, Український мовно-інформаційний фонд. — К. : Наукова думка, 2010—2022.
2. 1 2 3  Галушко К. Ю. Нація // Енциклопедія історії України : у 10 т. / редкол.: В. А. Смолій (голова) та ін. ; Інститут історії України НАН України. — К. : Наукова думка, 2010. — Т. 7 : Мл — О. — С. 348-349. — ISBN 978-966-00-1061-1.
3. ↑  Визначення поняття «нація» // Українська етносоціологія: навчальний посібник. Ч.1 / О. В. Нельга. — Київ: "Вид. дім «Персонал», 2015. — 540 с.
4. ↑  Терешкович П. В. Нация // Философский справочник.
5. ↑  Політична нація: вимірювання незалежністю
6. 1 2 3 4  Касьянов Г. В. Теорії нації та націоналізму. (Етимологія. Сучасні наукові версії) — К., 1999.
7. ↑  Бочковський О. Вступ до націології — К, 1998.
8. ↑  Петров В. П. Походження українського народу.[недоступне посилання з вересня 2019] — Київ: МП Фенікс, 1992. — 248 с.
9. ↑  Ернест Ґеллнер. Нації та націоналізм. Гл. 5 Що таке нація?
10. ↑  Ісая, вірши 13-14. Біблія, кн. Ісая, розділ 13 (Українська) . Архів оригіналу за 21 березня 2018. Процитовано 19/07/2017.
11. ↑  Сталін Й. В., «Марксизм і національне питання», 1913.
12. ↑  Калтахчян С. Т. Нация //Велика радянська енциклопедія, вид. 3.
13. ↑  Encyklopedia socjologii T. 2 — Warszawa: Oficyna Naukowa, 1999. — ISBN 83-85505-96-2.
14. ↑  Чепа М.-Л. А. Культурно-історичне підґрунтя української націогенези [Архівовано 21 березня 2018 у Wayback Machine.] / Збірник наукових праць Інституту психології імені Г. С. Костюка НАПН України «Проблеми загальної та педагогічної психології». Том XI, ч. 7. — К.,2009. — С. 494—503. ISSN 2077—2289.
15. ↑  Повний текст Правил і посилання на джерела див. у статті Організація українських націоналістів.
16. ↑  Національна Конституція України (проєкт ВО «Свобода»).
17. 1 2  Програма Конгресу Українських Націоналістів.